# Малорублівський заказник
Малорублівський заказник — гідрологічний заказник місцевого значення, що розташовано у Полтавському районі Полтавської області України. Заказник був створено Рішенням Полтавського облвиконкому від 20.12.1993. Територія заказника розташована на заплаві річки Мерла лівої притоки Ворскли. Територія заказника знаходиться в лісостеповій природній зоні України.

## Опис
Малорублівський гідрологічний заказник знаходиться між селами Мала Рублівка та Мар'їне, на території Великорублівської сільської ради. Площа заказника становить 222,0 га. Малорублівський заказник був створено для охорони цінних водно-болотних угідь на заплаві річки Мерла. На території сформовані заплавні та лучно-болотні природні комплекси.
Флора заказника нараховує близько 400 видів, з яких 4 у списках збереження. На притерасовій частині заказника існує лісосмуга довжиною 3 км з вільхи, вік дерев понад 80 років. Підлісок вільшняка розріджений, в ньому домінують черемха, смородина, верба попеляста, крушина ламка. Трав'янистий покров суцільний з сідачем конопляним, гадючником, кропивою жабрієлистою, папороттю болотною. На ділянках евтрофних боліт заказнику домінують рогіз вузьколистий та широколистий, осока дерниста та шершава, щучник дернистий. Червонокнижні рослини заказника: зозульки м'ясо-червоні, зозульки Фукса.На регіональному рівні охороняються перстач випрямлений, гірчак зміїний, родовик лікарський.
На території заказника охороняється 23 видів тварин. Червонокнижні види птахів Малорублівського заказника: лелека чорний, підорлик малий та великий, змієїд, поручайник, журавель сірий, голуб-синяк, сорокопуд сірий, шуліка чорний. Ссавці, які мешкають у заказнику та занесені до Червоної книги України це горностай та видра річкова. До регіонального списку охорони видів входять такі птахи: осоїд, вальдшнеп, волове очко, лунь лучний, дрізд-омелюх, вівчарик весняний.
Малорублівський гідрологічний заказник є територією для гніздування та перебування під час міграцій птахів, для відтворення болотної та водоплавної дичини. Також гідрологічні об'єкти заказника впливають на формування мікроклімату, регулюють рівень ґрунтових вод та водний режим річок. Також заказник виконує екологічні функції.